# Búi lửa
Búi lửa (danh pháp khoa học: Mastixia pentandra) là một loài thực vật có hoa trong họ Cornaceae. Loài này được Blume miêu tả khoa học đầu tiên năm 1826.